# Pepsi Number Fever
Pepsi Number Fever, hay còn được gọi là Sự cố 349, là một sự kiện được tổ chức bởi PepsiCo tại Philippines năm 1992. Tuy nhiên, sự kiện này đã dẫn đến một cuộc bạo động và kết quả là cái chết của ít nhất 5 người.

## Chương trình khuyến mãi
Vào ngày 1 tháng 2 năm 1992, chi nhánh Pepsi ở Philippines (PCPPI) đã quảng cáo rằng họ sẽ in các con số ngẫu nhiên từ 001 đến 999 vào mặt trong của nắp các sản phẩm Pepsi, 7-Up, Mountain Dew và Mirinda. Họ sẽ định kì chọn ra một con số "bất kì" để trúng một số tiền dao động từ 100 peso (khoảng 4 đô la Mỹ) đến 1 triệu peso cho giải Đặc biệt (tương đương khoảng 40.000 đô la Mỹ thời giá năm 1992), tương đương gấp 611 lần mức lương hàng tháng trung bình của người dân Philippines lúc bấy giờ. Pepsi đã chi tổng cộng 2 triệu đô la Mỹ cho các giải thưởng. Chuyên gia tiếp thị Pedro Vergara đã tổ chức ra sự kiện Pepsi Number Fever sau khi kham khảo các chương trình khuyến mãi tương tự vừa được triển khai rất thành công tại khu vực Mỹ La-tinh, nơi ông có nhiều kinh nghiệm.
Chương trình Pepsi Number Fever ban đầu đã thành công rực rỡ, doanh thu hàng tháng của Pepsi đã tăng từ 10 triệu đô la lên 14 triệu đô la, mở rộng thị phần từ 19,4% lên 24,9%. Các con số trúng thưởng được Pepsi công bố lên các kênh truyền hình hàng đêm. Đến tháng 5, đã có hơn 51.000 giải thưởng đã được trao cho người tham gia, bao gồm 17 giải Đặc biệt. Chiến dịch này đã được kéo dài thêm 5 tuần nữa so với ngày kết thúc dự kiến là vào ngày 8 tháng 5.

## Sự cố 349
Vào ngày 25 tháng 5 năm 1992, tại chương trình phát sóng công bố giải thưởng định kì hàng đêm trên kênh ABS-CBN Channel 2 đã công bố con số trúng giải Đặc biệt kì này là 349.
Vốn dĩ các con số và các nắp chai trúng giải Đặc biệt đã được PepsiCo kiểm soát rất chặt chẽ và đã lên danh sách từ trước. Như thường lệ, con số và 2 chiếc nắp chai đáng ra đã trúng giải Đặc biệt của ngày hôm đó đã được phân phối, được kiểm soát rất gắt gao bằng mã bảo mật để xác nhận. Vì các con số trúng thưởng đã được lên danh sách sẵn từ trước khi chiến dịch được tổ chức nên các số còn lại được các nhà máy đóng chai cho vào tùy ý. Tuy nhiên, trước khi cuộc thi được gia hạn thêm 5 tuần, 800.000 chiếc nắp chai bình thường đã được in số 349 (nhưng không có mã bảo mật). Theo lý thuyết, toàn bộ số nắp chai này sau khi đổi thưởng sẽ có giá trị là hơn 32 tỉ đô la Mỹ.
Hàng chục nghìn người Philippines đã đổ xô đến các nhà máy đóng chai của Pepsi để nhận lượng tiền thưởng khổng lồ này. Ban đầu Pepsi đã phản hồi rằng các nắp chai người dân đem đến đã bị in lỗi không có mã xác nhận, do đó những chiếc nắp chai đó hoàn toàn không có giá trị đổi thưởng. Hôm sau, đồng loạt các tờ báo đã loan tin rằng con số trúng thưởng kì đó thực tế là 134, điều này càng làm gia tăng thêm sự nhầm lẫn, cũng như rối thêm tình hình bấy giờ. Sau cuộc họp khẩn của các giám đốc điều hành PCPPI và PepsiCo vào 3 giờ sáng ngày 27, công ty đã đề nghị mức "thưởng" 500 peso (khoảng 18 đô la Mỹ) cho mỗi chiếc nắp chai "in sai" như một "cử chỉ thiện chí". Lời đề nghị này đã được 486.170 người dân chấp nhận. Với mức thưởng này, PepsiCo chỉ phải bỏ ra 8,9 triệu đô la (khoảng 240 triệu peso) để xoa dịu dư luận.
Tuy nhiên, một số bộ phận người dân sở hữu chiếc nắp "trúng thưởng" đã tỏ thái độ không đồng ý với mức đề nghị của PCPPI. Họ đã thành lập một hội nhóm người tiêu dùng gọi là Liên minh 349. Hội nhóm này đã kêu gọi mọi người tẩy chay các sản phẩm của Pepsi, tổ chức các cuộc biểu tình bên ngoài trụ sở của PCPPI và Chính phủ. Hầu hết các cuộc biểu tình này đều diễn ra trong hòa bình. Nhưng vào ngày 13 tháng 2 năm 1993, gần 1 năm sau sự kiện trên, một giáo viên và một đứa trẻ 5 tuổi đã thiệt mạng ở thủ đô Manila bởi một quả bom tự chế ném vào một chiếc xe tải Pepsi. Vào tháng 5 cùng năm, 3 nhân viên của PCPPI đã tử vong sau khi một quả lựu đạn bay vào nhà kho của công ty ở thành phố Davao và phát nổ. Các giám đốc của của PCPPI cũng đã nhận được nhiều lời đe dọa đến tính mạng. Có tới 37 xe tải của công ty đã bị những kẻ này đẩy lật, ném đá hay châm lửa. 1 trong 3 người đàn ông bị NBI (Cục Điều tra Quốc gia) cáo buộc dàn dựng đánh bom đã khai rằng họ đã được Pepsi trả tiền để dàn dựng ra các cuộc tấn công nhằm quy những người biểu tình và Liên minh 349 là những kẻ khủng bố đã thực hiện các vụ việc đẫm máu trên. Thượng Nghị sĩ Gloria Macpagal Arroyo lại cho rằng, các cuộc tấn công trên đã được thực hiện bởi các cơ sở đóng chai đối thủ của Pepsi nhằm lợi dụng điểm yếu của PCPPI.

## Kết quả
Khoảng 22.000 người đã đâm đơn khởi kiện PepsiCo, trong đó có ít nhất 689 vụ kiện dân sự và hơn 5.200 đơn kiện về gian lận và lừa đảo. Vào tháng 1 năm 1993, Pepsi đã nộp phạt 150.000 peso cho Bộ Thương mại và Công nghiệp do vi phạm dẫn tới sai sót trong các điều khoản đã được phê duyệt về chiến dịch Pepsi Number Fever. Vào ngày 24 tháng 6 năm 1996, một phiên tòa đã quyết định mức bồi thường cho các nguyên đơn trong một vụ kiện mỗi người 10.000 peso (khoảng 380 đô la) nhằm khắc phục "tổn thương đạo đức". 3 nguyên đơn bất mãn đã kháng cáo. Vào ngày 3 tháng 7 năm 2001, phiên tòa phúc thẩm đã nâng mức bồi thường cho 3 nguyên đơn này lên 30.000 peso (khoảng 570 đô la) mỗi người, cũng như bao gồm chi phí luật sư kiện tụng. Tòa án Tối cao năm 2006 đã ra phán quyết rằng "PCPPI không có trách nhiệm phải thanh toán số tiền trúng thưởng trên những chiếc nắp mang số 349 nữa. PCPPI cũng đồng thời không phải chịu trách nhiệm cho những thiệt hại sau sự kiện này." và "các vấn đề xung quanh Sự cố 349 đã được giải quyết, các vấn đề sau này sẽ không được xem xét nữa."